# 罗屯村
罗屯村（罗家屯），中国山东省济宁市兖州市大安镇所辖的一个行政村，位于该镇中部。罗家屯与牛家屯、牟家屯相邻。旧名左小屯，后因罗姓居多，改现名。面积0.56平方千米(834.9亩)，总人口392。邮编272114。行政区划代码370882101201。